# LAMTOR5
LAMTOR5 (англ. Late endosomal/lysosomal adaptor, MAPK and MTOR activator 5) – білок, який кодується однойменним геном, розташованим у людей на короткому плечі 1-ї хромосоми. Довжина поліпептидного ланцюга білка становить 91 амінокислот, а молекулярна маса — 9 614.
| 10         |  | 20         |  | 30         |  | 40         |  | 50         |
| ---------- |  | ---------- |  | ---------- |  | ---------- |  | ---------- |
| MEATLEQHLE |  | DTMKNPSIVG |  | VLCTDSQGLN |  | LGCRGTLSDE |  | HAGVISVLAQ |
| QAAKLTSDPT |  | DIPVVCLESD |  | NGNIMIQKHD |  | GITVAVHKMA |  | S          |

A: Аланін

C: Цистеїн

D: Аспарагінова кислота

E: Глутамінова кислота

G: Гліцин

H: Гістидин

I: Ізолейцин

K: Лізин

L: Лейцин

M: Метіонін

N: Аспарагін

P: Пролін

Q: Глутамін

R: Аргінін

S: Серин

T: Треонін

Задіяний у такому біологічному процесі як ацетиляція. 
Локалізований у цитоплазмі, лізосомі.